# Hortensia (cràter)
Hortensia és un cràter amb coordenades planetocèntriques de -43.54 ° de latitud nord i 160.56 ° de longitud est, sobre la superfície de l'asteroide del cinturó principal (4) Vesta. Fa 29.45 km de diàmetre. El nom adoptat com a oficial per la UAI el cinc de febrer de 2014. i fa referència a Hortensia (fl. 50 aC), noble romana, coneguda per ser una excel·lent oradora.